# Споменко Гостић
Споменко Гостић (Добој, 15. август 1978 — Јовићи, код Маглаја, 20. март 1993) био је војник и најмлађи одликовани борац Војске Републике Српске у Одбрамбено-отаџбинском рату. Посмртно је одликован је Медаљом заслуга за народ Републике Српске и Златном медаљом за храброст Милош Обилић Републике Србије.

## Биографија
Рођен је 1978. године у Добоју од оца Стојана и мајке Миленке. У Маглају је живио до девете године када му се родитељи разводе, а он са мајком одлази у озренско село Горњи Улишњак да живи код баке Виде Митровић. Његово дјетињство било је тешко због насилничке природе његовог оца који је често био у алкохолисаном стању, а њега и његову мајку је избацивао из куће. Са баком Видом живио је и Драган, Миленкин син из првог брака, Споменков полубрат. Доласком код баке на село почиње миран период његовог дјетињства. Споменко је био вриједан дјечак и увијек је прискако сам у помоћ коме год је затребало. Посебно је волио коње и за разлику од друге дјеце није их се плашио. Како у његовом селу није било школе, Споменко је похађао Основну школу „Сулејман Омеровић Цар“ у Маглају која је била удаљена седам-осам километара. Како у то вријеме није било организовног превоза, Споменко је са осталом дјецом из села сваки дан током школске године пјешачио до школе и назад. Тако је Споменко на Озрену дочекао ратна дешавања. Непосредно пред избијање ратних сукоба на Озрену, у прољеће 1992, преминула је Споменкова мајка која је била срчани болесник.

### Рат
Након што је српско становништво почело напуштати Маглај, становници Горњег Улишњака почели су се спремати за одбрану села, јер је оно, иако већински српско, било прво и истурено према Маглају. Напетост у озренским селима и повремени инциденти ескалирали су 21. септембра 1992. Село Горњи Улишњак нашло се у окружено муслиманским селима, а у самом селу није било довољно војно способних мушкараца. Село се мање-више налазило на самој линији фронта и често је било изложено артиљеријским нападима. Приликом првих напада на село погинула је и Споменкова бака Вида, а његов полубрат Драган се придружио војсци. Споменков кум и пријатељ Далибор Трипић о Споменковом приступању војсци каже:
| „ | Није нико нас ту раширених руку примио у војску, ни дочекао. Наша прва борба је била да се изборимо за то мјесто, да учествујемо у војсци. Пошто смо ми ипак били дјеца. Ја сам тад имао неких 16 година а он је имао 14. Да би нас неко примио у војску морали смо бити дупло озбиљнији, дупло одговорнији него ови старији да би имали повјерење у нас. Тако да у први мах, пошто је наше мјесто било мало, окружено са свих страна, били смо увучени, а није било довољно војника, у тај први мах Споменка нису ангажовали. Нас који смо имали 16 година били су распоредили у те позадинске јединице, за курире да би што више способних војника могло да иде на линију. Пошто је линија била на неких шест-седам километара, није ту било неких 60 мушкараца способних за војску. Са лијеве и десне стране по неких два три-километра била је празна линија. Тако да смо буквално ангажовани и ми који смо имали до 16 година и жене и све. Њега нису ангажовали, што је њему тешко пало. Он се није помирио са тим, пошто се увијек дружио са нам старијим. Кад смо ми ангажовани, он је остао буквално сам. Није имао са ким ни да се дружи. Онда су до нас дошле приче да се ту иза нас неких 25 километара оснива камп, нека специјална јединица, да примају све који могу да прођу обуку. И он је неких 25 километара отишао пјешака тамо да и њега приме, али је и за њих био премлад. Четрнаест година. Све док нису кренуле мало веће и жешће борбе. Кад су кренуле жешће борбе, онда се линија помјерила, самим тим је дошло до проблема сндбијевања војника, јер то су биле шуме, потоци, нису камиони могли да довозе, ни када је неко рањен, муниција, логистика… Баш је дошло до хаоса. И он је тада успио да ухвати нека два коња и да направи запрегу. И силом прилика су га примили, нико се није могао одрећи, јер он је ишао на прву линију, извлачио рањенике, довозио муницију, довозио храну, буквално постао је незамјењива карика у тим борбама и у тој јединици. | ” |

Заједно са Споменком Гостићем запрегу је направио и са њим је возио његов пријатељ Славиша Петровић који је од њега био старији само годину дана. Једном приликом, док су возили храну за борце у село Градац, морали су да скрену са главног пута који је услијед кише био пун великих бара. Пошто нису жељели да замарају коње, сишли су са запреге и покушали да заобиђу бару. Обилазећи тако воду један точак је активирао противпјешадијску мину која је експлодирала и одбила први точак. Славиша је био лакше рањен, а један гелер је окрзнуо Споменка. Тада је по први пут рањен у рату. И поред овог, њих двојица су пјешке донијели храну борцима. По повратку у село Споменко је сјео на камен да се одмори и запали цигару. Наишао је познати фотограф Томислав Томо Петернек који га је фотографисао. Захваљујући тој фотографији за Споменка се чуло и изван Озрена. Након инцидента са мином Споменко је распоређен на мјесто курира у команди. Екипа Телевизије Нови Сад, коју је предводио новинар Петко Копривица, посјетила је у октобру 1992. године Озрен и том приликом је направила репортажу и разговор са Споменком. У овом интервјуу Споменко је говорио о свом животу и његовим војничким данима. Између осталог је рекао: Ја сам се јавио добровољно да помогнем свом народу, да ослободимо село од непријатеља. Ова репортажа имала је велики одјек у јавности. Бројни људи су се јавили да четрнаестогодишњег ратника прихвате и удоме, школују и да му на било који начин омогуће нормалан живот. Исти новинар се на Озрен вратио 7. јануара 1993. године, са њим је дошао и Предраг Симикић Пеган, који је живио у Паризу. На Озрен је дошао са жељом да упозна Споменка и да га поведе са собом у Француску. Његову понуду Споменко је одбио.

### Смрт
Приликом гранатирања положаја ВРС 20. марта 1993. године погинуло је пет војника, а Споменко је тешко рањен. Убрзо је преминуо. Сахрањен је са страдалим саборцима на сеоском гробљу Њиверак, Горњи Улишњак. Посмртно је одликован Медаљом заслуга за народ.

## Наслеђе
Једна улица у Вишеграду названа је по Споменку Гостићу, а у вишеградском насељу Гарача постављена је спомен-плоча у његову част. У порти Храма Рођења Пресвете Богородице у Добоју 20. марта 2014. постављена је спомен-биста. Одлуком Скупштине града Београда, 2018. године је једна улица у београдском насељу Мали Мокри Луг понела име Споменка Гостића.
О Споменку је 2016. снимљен четрдесетпетоминутни документарни филм "Споменко на вјечној стражи" у режији Миле Савића који је исте године објавио и књигу "Споменко и Озрен". У порти манастира Светог Николе у Петрову 2021. подигнут му је спомен-кип који је освештао Епископ зворничко-тузлански Фотије. Живот Споменка Гостића преточен је у стрип албум "Споменко - Прича о једном дјетињству". Сценарио за стрип написао је Никола Видачковић, док су цртачки дио посла урадили Предраг Иконић и Здравко Кнежевић.